# 香港特別行政區第2屆區議會補選
香港特別行政區第2屆區議會補選是指所有第2屆區議會任期內（即2003年區議會選舉後至2007年區議會選舉前）的補選。

## 2004年南區區議會田灣選區補選
是次補選是香港特別行政區成立後第6次進行的香港區議會議席補選。

### 補選原因
原民建聯區議員苗華振於2003年香港區議會選舉當選後，被對手關萬有揭發他在參選表格上，未有申報在參選前3年內曾經離開香港279天，被控違反《選舉管理委員會（選舉程序）（區議會）規例》。苗華振被判罰款500元，根據區議會條例，喪失議員資格。

### 補選前期工作
2004年10月3日，總選舉事務主任於憲報刊登補選公告，將11月21日指定為補選的投票日。補選的提名期為10月7日至10月20日。

### 參選人

#### 正式候選人
提名期內，選舉主任共接獲6份提名表格。各候選人的資料如下：
（1）莊銳
報稱任中醫師。
（2）馮華興
報稱任職船舶機械工程師，獨立參選。
（3）王學今
報稱任職律師，前綫成員。他2003年香港區議會選舉中，在黃大仙區議會鳳凰選區參選落敗。
（4）陳富明
報稱任職區議員辦事處行政人員，為苗華振的議員助理。
（5）關萬有
報稱任職區議員辦事處總幹事，自由黨成員，他於2003年香港區議會選舉當區參選落敗。
（6）陳柏泉
報稱任職執業資深會計師。

### 投票日
補選於2004年11月21日（星期日）舉行，投票時間：香港時間7:30至22:30。田灣選區設有兩個投票站，分別位於香港仔田灣始南徑一號聖公會田灣始南小學，及香港仔田灣街22號地下明愛香港仔服務中心。投票結束後，投票站改作為點票站。

### 投票率
本次補選共有共有3,976名已登記選民投票，投票率為42.73%。

### 選舉結果
| 編號 | 候選人 | 所得票數               |
| ---- | ------ | ---------------------- |
| 1    | 莊銳   | 87 (2.20%)             |
| 2    | 馮華興 | 91 (2.30%)             |
| 3    | 王學今 | 1,170 (29.58%)         |
| 4    | 陳富明 | 1,423 (35.98%)（當選） |
| 5    | 關萬有 | 1,165 (29.46%)         |
| 6    | 陳柏泉 | 19 (0.48%)             |

官方宣布陳富明當選。

### 選舉過後各候選人發展
- 王學今其後以前綫身份參與2007年香港區議會選舉沙田區錦英選區補選、在2007年香港區議會選舉參選錦英選區，及後於2015年香港區議會選舉以工黨身份參選東區鯉景灣選區均告落敗。
- 陳富明其後在2007年香港區議會選舉，2011年香港區議會選舉及2015年香港區議會選舉參選田灣選區，均自動當選成功連任。於2019年香港區議會選舉繼續參選田灣選區落敗。

## 2005年東區區議會堡壘選區補選
是次補選是香港特別行政區成立後第7次進行的香港區議會議席補選。

### 補選原因
2003年香港區議會選舉中，東區的堡壘選區有兩位候選人，分別為民建聯的朱漢華及獨立的蔡世傳，當中角逐連任的朱漢華以1票之差落敗。後來法庭裁決一張問題選票作廢，令兩人得票相同，政府決定重選該議席。

### 補選前期工作
2004年12月31日，總選舉事務主任於憲報刊登補選公告，將2005年3月6日指定為補選的投票日。補選的提名期為2005年1月13日至1月26日。

### 參選人

#### 正式候選人
提名期內，選舉主任共接獲6份提名表格，其中兩人在提名期內退選。經抽籤後各候選人的資料如下：
（1）黃勝輝
報稱任職行政總監，民主黨成員，2003年香港區議會選舉曾參選同區柏架山選區落敗。
（2）錢志庸
報稱任職律師，香港公民協會成員。
（3）洪連杉
報稱任職中學教師，民建聯成員，2003年香港區議會選舉曾參選同區的南豐選區落敗。
（4）朱漢華
獨立參選。由於不獲民建聯支持，朱漢華最後決定退黨，並以獨立候選人身份參選。

#### 已報名參選但在提名期內退選
蔡世傳
原區議員。
鄧徐中
報稱獨立民主派，在1月26日退選。

### 候選人去世
4號候選人朱漢華在競選期間“洗樓”途中懷疑因為體力不支，導致中風，於2005年2月24日去世。選舉事務處其後表示，選舉將會如期舉行。

### 投票日
補選於2005年3月6日（星期日）舉行，投票時間：香港時間7:30至22:30。堡壘選區投票站設於北角清華街30號蘇浙小學。投票結束後，投票站改作為點票站。

### 投票率
本次補選共有2,087名已登記選民投票，投票率為28.30%。

### 選舉結果
| 編號 | 候選人 | 所得票數               |
| ---- | ------ | ---------------------- |
| 1    | 黃勝輝 | 783 (37.92%)           |
| 2    | 錢志庸 | 109 (5.28%)            |
| 3    | 洪連杉 | 1,173 (56.80%)（當選） |

官方宣布洪連杉當選。

### 選舉過後各候選人發展
- 洪連杉其後在2007年香港區議會選舉、2011年香港區議會選舉及2015年香港區議會選舉參選堡壘選區，均自動當選成功連任。於2019年香港區議會選舉繼續參選堡壘選區落敗。

## 2005年深水埗區議會南昌中選區補選
是次補選是香港特別行政區成立後第8次進行的香港區議會議席補選。

### 背景
原區議員戴遠名因串謀承辦商及電機工程師付錢「請槍」，以兩名有認可資格的水喉匠，假冒是全職僱員出席消防處的面試，協助兩間工程公司不法地考取註冊消防裝置承辦商資格，被判串謀詐騙罪成，入獄2年，並被奪去區議會議席，故此需要補選。

### 補選前期工作
2004年12月31日，總選舉事務主任於憲報刊登補選公告，將2005年3月6日指定為補選的投票日。補選的提名期為2005年1月13日至1月26日。

#### 正式候選人
提名期內，選舉主任共接獲4份提名表格，其中兩人在提名期內退選。經抽籤後各候選人的資料如下：
（1）蟻星略
報稱任職社會工作者，以獨立候選人身份參選。
（2）張志強
民協成員。
（3）張文韜
報稱任職律師，民建聯成員，為2000-2003年度本選區區議員，但2003年香港區議會選舉於本選區敗於戴遠名。
（4）符偉樂
當時為前綫秘書長。

### 選舉結果
| 編號 | 候選人 | 所得票數             |
| ---- | ------ | -------------------- |
| 1    | 蟻星略 | 114 (6.08%)          |
| 2    | 張志強 | 613 (32.71%)         |
| 3    | 張文韜 | 964 (51.44%)（當選） |
| 4    | 符偉樂 | 183 (9.77%)          |

官方宣布張文韜當選。

### 選舉過後各人和原議員的發展
- 張志強在2007年香港區議會選舉中，繼續在本區參選落敗。
- 張文韜放棄連任，並獲香港特別行政區政府委任為發展局首任政治助理，2012年離任。
- 符偉樂2005年退出前線，2006年加入社會民主連線，在2007年香港區議會選舉中在西貢區欣英選區參選落敗，其後曾任社民連秘書長，後轉投人民力量，2011年香港區議會選舉參選九龍城區紅磡灣選區，於2015年香港區議會選舉參選深水埗區南山、大坑東及大坑西選區及於2019年香港區議會選舉參選深水埗區寶麗選區，均為落敗。並於2016年香港立法會選舉與李泳漢合組名單參選九龍西，低票落敗。
- 戴遠名出獄後，曾於民協旗下社會企業工作，其後投奔梁美芬西九新動力陣營，協助其地區工作。

## 2005年南區區議會鴨脷洲北選區補選
是次補選是香港特別行政區成立後第9次進行的香港區議會議席補選。

### 補選原因
原區議員、南區區議會副主席黃敬祥在2004年12月底在位於利東邨的議員辦事處內自殺身亡，使其議席出缺，因而需要補選。

### 選舉結果
| 編號 | 候選人           | 所得票數                       |
| ---- | ---------------- | ------------------------------ |
| 1    | 陳定榮           | 25 (1.12%)                     |
| 2    | 張錫容           | 702 (31.33%)（經抽籤方式當選） |
| 3    | 尹錦章           | 491 (21.91%)                   |
| 4    | 吳庭杰（吳庭訓） | 321 (14.32%)                   |
| 5    | 趙烱成           | 702 (31.33%)                   |

官方宣布張錫容以抽籤方式決定的選舉結果而當選。

### 選舉過後各候選人發展
- 張錫容其後在2007年香港區議會選舉、2011年香港區議會選舉及2015年香港區議會選舉參選鴨脷洲北選區，均能當選成功連任。於2019年香港區議會選舉繼續參選鴨脷洲北選區落敗。
- 趙烱成其後在2007年香港區議會選舉再次參選鴨脷洲北選區，再次落敗。

## 2005年觀塘區議會景田選區補選
是次補選是香港特別行政區成立後第10次進行的香港區議會議席補選。

### 補選原因
原區議員、自由黨成員吳重德因誇大及虛構議員助理薪酬，從而欺詐區議會約11萬元的資助，被判串謀詐騙罪名成立，入獄18個月。因為入獄服刑緣故，他連續四個月未能出席區議會會議，因而喪失議員資格，故要進行補選。

### 選舉結果
| 編號 | 候選人   | 所得票數               |
| ---- | -------- | ---------------------- |
| 1    | 李華明   | 1,249 (42.60%)         |
| 2    | 張順華   | 1,491 (50.85%)（當選） |
| 3    | 陳萬聯應 | 192 (6.55%)            |

官方宣布張順華當選。

### 選舉過後各候選人發展
- 李華明，在2008年香港立法會選舉中於九龍東選區當選，並連任立法會內務委員會副主席，2012年放棄連任，轉戰公關業。
- 張順華，在2007年、2011年及2015年香港區議會選舉於景田選區，均能當選成功連任。
- 陳萬聯應其後在2015年香港區議會選舉以勞聯身份參選葵青區葵芳選區落敗。

## 2006年中西區區議會正街選區補選
是次補選是香港特別行政區成立後第11次進行的香港區議會議席補選。

### 補選原因
原區議員梁耀祖於2005年10月29日晚上發生交通意外重傷昏迷，其後於2006年3月24日宣告不治。民政事務總署署長在2006年3月31日根據《區議會條例》（第547章）第26（a）及32（1）條的規定，刊登憲報公告，宣布上述議席出現空缺。選舉管理委員會須安排補選。

### 補選前期工作
2006年4月13日，總選舉事務主任於憲報刊登補選公告，將6月11日指定為補選的投票日。補選的提名期為4月27日至5月10日。

### 參選人

#### 正式候選人
提名期內，選舉主任共接獲4份提名表格，其中1人提名無效。各候選人的資料如下：
（1）黃堅成
報稱任職總經理，民主黨成員。
（2）梁永安
報稱任職執業會計，曾於1994年香港區議會選舉在山頂選區當選為區議員，於1999年香港區議會選舉被自由黨田北俊擊敗，其後他在2003年香港區議會選舉再參選山頂選區但再次落敗。
（3）李志恒
報稱任職律師，獲建制派支持。

#### 已報名參選但不合資格
袁方華
報稱任職高級電子技術員，因有效提名人數不足而不合資格。

### 投票日
補選於2005年6月11日（星期日）舉行，投票時間：香港時間7:30至22:30。正街選區投票站設於西營盤第三街96號地下香港基督教崇真會救恩堂及救恩學校。投票結束後，投票站改作為點票站。

### 投票率
本次補選共有2,275名已登記選民投票，投票率為36.88%。

### 選舉結果
| 編號 | 候選人 | 所得票數               |
| ---- | ------ | ---------------------- |
| 1    | 黃堅成 | 943 (41.56%)           |
| 2    | 梁永安 | 198 (8.73%)            |
| 3    | 李志恒 | 1,128 (49.72%)（當選） |

官方宣布李志恒當選。

### 選舉過後各候選人發展
- 黃堅成其後在2007年香港區議會選舉參選鄰近的水街選區，成功當選區議員，並於2011年香港區議會選舉成功連任。
- 梁永安其後在2007年香港區議會選舉參選山頂選區落敗。
- 李志恒其後在2007年香港區議會選舉、2011年香港區議會選舉及2015年香港區議會選舉參選正街選區，均能當選成功連任。於2019年香港區議會選舉繼續參選正街選區落敗。

## 2006年東區區議會翠灣選區補選
是次補選是香港特別行政區成立後第12次進行的香港區議會議席補選。

### 補選原因
原任東區區議會翠灣選區區議員，民建聯成員鄧禮明，因欠債而遭債主入稟法庭公職人員），加上擬抽空照顧患病父親；因此先自行辭退區議員一職，需進行補選。

### 選舉結果
| 編號 | 候選人 | 所得票數               |
| ---- | ------ | ---------------------- |
| 1    | 古桂耀 | 1,733 (50.57%)（當選） |
| 2    | 姜淑敏 | 1,694 (49.43%)         |

官方宣布古桂耀當選。

### 選舉過後各候選人發展
- 社民連古桂耀在2007年香港區議會選舉中在本區順利連任，但於2011年香港區議會選舉於本區敗給民建聯工聯會聯合提名的關瑞龍，於2015年香港區議會選舉以獨立人士參選翠灣選區，成功當選重返議會。於2019年香港區議會選舉繼續參選翠灣選區成功當選連任。
- 民建聯工聯會聯合提名的姜淑敏在2007年香港區議會選舉中在本區落敗。

## 2007年沙田區議會錦英選區補選
是次補選是香港特別行政區成立後第13次進行的香港區議會議席補選。

### 補選原因
原區議員前綫成員黃國雄，因向南海巴士服務有限公司的董事索取10萬元賄款，並收受其中3萬元賄款，以助董事續領經營錦英苑屋邨巴士的牌照，而涉嫌觸犯了防止賄賂條例。 隨後，他被判一項代理人索取利益及一項代理人接受利益罪名成立，入獄12個月。他於2006年12月19日喪失議員資格。

### 補選前期工作
2007年1月19日，總選舉事務主任於憲報刊登補選公告，將3月11日指定為補選的投票日。補選的提名期為1月25日至2月7日。

### 參選人

#### 正式候選人
提名期內，選舉主任共接獲4份提名表格。各候選人的資料如下：
（1）王學今
報稱任職律師，前綫成員，他曾參與2004年田灣選區補選但落敗。
（2）黃順來
報稱任職執業會計師，自由黨成員。
（3）陳銘雄
報稱任職政策研究主任，民主黨成員。
（4）湯寶珍
報稱任職校長，她曾參與1991年香港區議會選舉顯田選區勝出，之後於1994年香港區議會選舉富寶選區成功連任，但她沒有參選1999年及2003年香港區議會選舉。

### 投票日
補選於2007年3月11日（星期日）舉行，投票時間：香港時間7:30至22:30。錦英選區設有兩個投票站，分別位於沙田馬鞍山錦英苑吳氏宗親總會泰伯紀念學校，及沙田馬鞍山鞍誠街2號五邑工商總會馮平山夫人李穎璋學校。投票結束後，投票站改作為點票站。

### 投票率
本次補選共有3,390名已登記選民投票，投票率為35.35%。

### 選舉結果
| 編號 | 候選人 | 所得票數               |
| ---- | ------ | ---------------------- |
| 1    | 王學今 | 767 (22.75%)           |
| 2    | 黃順來 | 343 (10.18%)           |
| 3    | 陳銘雄 | 557 (16.52%)           |
| 4    | 湯寶珍 | 1,704 (50.55%)（當選） |

官方宣布湯寶珍當選。

### 選舉過後各候選人發展
- 王學今其後在2007年香港區議會選舉參選錦英選區及於2015年香港區議會選舉參選東區鯉景灣選區，均告落敗。
- 湯寶珍其後在2007年及2011年香港區議會選舉參選錦英選區，均能當選成功連任，於2015年香港區議會選舉參選錦英選區落敗。

## 2007年觀塘區議會啟業選區補選
此次補選是香港特別行政區成立後第14次進行的香港區議會議席補選。

### 補選原因
原區議員歐玉霞，於2007年1月24日因癌症病逝。

### 補選前期工作
2007年3月2日，總選舉事務主任於憲報刊登補選公告，將5月20日指定為補選的投票日。補選的提名期為3月29日至4月17日。

### 參選人

#### 正式候選人
提名期內，選舉主任共接獲兩份提名表格。各候選人的資料如下：
（1）林輝
報稱任職地區工作者，為歐玉霞的議員助理。
（2）施能熊
報稱任職教育項目主任，民建聯成員，他於2003年香港區議會選舉當區落敗。

### 投票日
補選於2007年5月20日（星期日）舉行，投票時間：香港時間7:30至22:30。啟業選區投票站設於觀塘啟業邨啟業社區會堂。投票結束後，投票站改作為點票站。

### 投票率
本次補選於共有3,392名已登記選民投票，投票率為46.97%。

### 選舉結果
| 編號 | 候選人 | 所得票數               |
| ---- | ------ | ---------------------- |
| 1    | 林輝   | 1,352 (40.09%)         |
| 2    | 施能熊 | 2,020 (59.91%)（當選） |

官方宣布施能熊當選。

### 選舉過後各候選人發展
- 林輝在保留皇后碼頭事件中，以鐵鍊把自己的頭部鎖在碼頭的圍欄上，被視為新一代的社會抗爭人物。
- 施能熊其後在2007年及2011年香港區議會選舉參選啟業選區，自動當選成功連任。

## 2007年大埔區議會康樂園選區補選
是次補選是香港特別行政區成立後第15次進行的香港區議會議席補選。

### 補選原因
大埔區康樂園選區議員文春輝於2007年3月，當選為大埔鄉事委員會主席，成為大埔區議會當然議員，根據《區議會條例》的有關規定，他所在的康樂園選區的民選議員席位懸空而需要補選。

### 補選前期工作
2007年4月20日，總選舉事務主任於憲報刊登補選公告，將6月10日指定為補選的投票日。補選的提名期為4月27日至5月10日。

### 參選人

#### 正式候選人
提名期內，選舉主任共接獲兩份提名表格。各候選人的資料如下：
（1）何國強
報稱任職專業工程師，被指得到公民黨支持。
（2）鄧友發
報稱任職行政顧問。

### 投票日
補選於2007年6月10日（星期日）舉行，投票時間：香港時間7:30至22:30。康樂園選區設有三個投票站，分別位於大埔大埔頭啟智學校，、大埔九龍坑育賢學校，及大埔康樂園國際學校。投票結束後，投票站改作為點票站。

### 投票率
本次補選共有共有1,424名已登記選民投票，投票率為30.78%。

### 選舉結果
| 編號 | 候選人 | 所得票數               |
| ---- | ------ | ---------------------- |
| 1    | 何國強 | 374 (26.34%)           |
| 2    | 鄧友發 | 1,046 (73.66%)（當選） |

官方宣布鄧友發當選。

### 選舉過後各候選人和原議員的發展
- 鄧友發其後在2007年及2011年香港區議會選舉參選康樂園選區，自動當選成功連任。
- 文春輝完成擔任大埔鄉事委員會主席後，於2015年香港區議會選舉參選康樂園選區落敗。

## 2007年九龍城區議會紅磡灣選區補選
是次補選是香港特別行政區成立後第16次進行的香港區議會議席補選。

### 補選原因
原區議員馮競文因利用誇大的辦事處租金單據，詐騙政府逾60萬元的租金津貼，被裁定4項提供虛假資料罪名成立，入獄18個月。因而需要缺席區議會會議，並於2007年5月24日喪失議員資格。

### 補選前期工作
2007年6月8日，總選舉事務主任於憲報刊登補選公告，將7月29日指定為補選的投票日。補選的提名期為6月13日至6月29日。

### 參選人

#### 正式候選人
提名期內，選舉主任共接獲兩份提名表格。各候選人的資料如下：
（1）周忠良
報稱任職室內設計師。
（2）張仁康
報稱任職工程顧問。

### 投票日
補選於2007年7月29日（星期日）舉行，投票時間：香港時間7:30至22:30。紅磡灣選區投票站設於九龍紅磡大環道10號聖匠中學。投票結束後，投票站改作為點票站。

### 投票率
本次補選共有1,689名已登記選民投票，投票率為20.83%。

### 選舉結果
| 編號 | 候選人 | 所得票數               |
| ---- | ------ | ---------------------- |
| 1    | 周忠良 | 458 (27.36%)           |
| 2    | 張仁康 | 1,216 (72.64%)（當選） |

官方宣布張仁康當選。

### 選舉過後各候選人和原議員的發展
- 張仁康其後在2007年、2011年及2015年香港區議會選舉參選紅磡灣選區，均能當選成功連任。
- 馮競文其後於2015年香港區議會選舉參選紅磡灣選區落敗。

## 外部連結
- 選舉管理委員會－區議會選舉 （页面存档备份，存于）